# Франклін (округ, Іллінойс)
Шаблон:StateAbbr_ 37°59′ пн. ш. 88°55′ зх. д. / 37.99° пн. ш. 88.92° зх. д.
Округ  Франклін (англ. Franklin County) — округ (графство) у штаті  Іллінойс, США. Ідентифікатор округу 17055.

## Історія
Округ утворений 1818 року.

## Демографія
За даними перепису 
2000 року 
загальне населення округу становило 39018 осіб, зокрема міського населення було 20838, а сільського — 18180.
Серед мешканців округу чоловіків було 18687, а жінок — 20331. В окрузі було 16408 домогосподарств, 10971 родин, які мешкали в 18105 будинках.
Середній розмір родини становив 2,89.
Віковий розподіл населення поданий у таблиці:
| Стать    | До 15 років | 15-21 | 22-29 | 30-39 | 40-49 | 50-65 | 65-85 | Понад 85 |
| -------- | ----------- | ----- | ----- | ----- | ----- | ----- | ----- | -------- |
| Чоловіки | 3771        | 1708  | 1766  | 2498  | 2757  | 3341  | 2595  | 251      |
| Жінки    | 3598        | 1713  | 1709  | 2587  | 2789  | 3489  | 3691  | 755      |

## Суміжні округи
- Джефферсон — північ
- Гамільтон — схід
- Салін — південний схід
- Вільямсон — південь
- Джексон — південний захід
- Перрі — захід

## Виноски
1. ↑  U.S. Decennial Census. United States Census Bureau. Архів оригіналу за 26 квітня 2015. Процитовано 5 липня 2014.
2. ↑  Historical Census Browser. University of Virginia Library. Архів оригіналу за 11 серпня 2012. Процитовано 5 липня 2014.
3. ↑  Population of Counties by Decennial Census: 1900 to 1990. United States Census Bureau. Процитовано 5 липня 2014.
4. ↑  Census 2000 PHC-T-4. Ranking Tables for Counties: 1990 and 2000 (PDF). United States Census Bureau. Процитовано 5 липня 2014.
5. ↑  State & County QuickFacts. United States Census Bureau. Архів оригіналу за 6 червня 2011. Процитовано 5 липня 2014. [Архівовано 2011-06-06 у Wayback Machine.](англ.) Наведено за англійською вікіпедією.
6. ↑  American FactFinder. Бюро перепису населення США. Архів оригіналу за 26 лютого 2012. Процитовано 31 січня 2008. [Архівовано 2008-05-21 у Wayback Machine.]

| США | Це незавершена стаття з географії США. Ви можете допомогти проєкту, виправивши або дописавши її. |